# Ngựa Auvergne
Ngựa Auvergne (tiếng Pháp còn gọi là ngựa d'Auvergne, phát âm như là ngựa Ô-vec-nhơ) là một giống ngựa kéo xe có nguồn gốc từ vùng Auvergne-Rhône-Alpes của phía nam và miền trung nước Pháp. Nó đã được công nhận là giống do Sở nuôi ngựa giống Nationaux, các hiệp hội các nhà nhân giống ngựa Pháp vào tháng 12 năm 2012. Các tiêu chuẩn được công bố là hiệp hội các nhà lai tạo, Hiệp hội Nationale du Cheval de Race Auvergne. Hiện còn 200 cá thể ngựa giống đã được đại diện trong một điều tra dân số vào đầu thế kỷ 21. Đây là một trong những giống ngựa nổi tiếng của nước Pháp.

## Tổng quan
Loài này đã được lai nhiều lần trong suốt lịch sử phát triển của nó, với một số giống khác nhau chia sẻ tên "Ngựa Auvergne". Một con ngựa cưỡi nhỏ được gọi là "Ngựa Auvergne nữa máu" chủ yếu được kỵ binh Pháp quốc cưỡi vào đầu thế kỷ 19, nhưng nay đã biến mất. Ngựa này làm các công việc lao công khác của vùng Auvergne đã được sử dụng như một phương tiện vận chuyển trước khi sự ra đời của những con đường hiện đại. Các con ngựa làm việc đã được lai tạo để trở thành một ngựa lùn nhẹ là ngựa tổ tiên và tiếp theo của ngựa Auvergne hiện đại. Nó đứng thì cao đến 143–147 cm tới hai bả vai, và nặng 450–650 kg (990-1,430 lb).
Màu lông chủ đạo của ngựa Ô-véc-nhơ là màu nâu đậm và nâu đen. Như với hầu hết các ngựa lùn giống của châu Âu, ngựa Auvergne gần như biến mất với sự phát triển rộng khắp của các phương tiên giao thông vận tải cơ giới trong thập niên 1960 và thập niên 1970. Nó được lai với ngựa lùn khác, chẳng hạn như ngựa Comtois, và được sử dụng như một nguồn thực phẩm phổ biến là thịt ngựa. Năm 1994, một Hiệp hội đã được tạo ra để cứu những con vật còn lại cuối cùng và để đấu tranh cho sự công nhận của các giống ngựa ở Pháp. Kể từ đó, một vài hành động đã được áp dụng để thúc đẩy sự tồn tại của con ngựa Auvergne. Tuy nhiên, loài này là vẫn còn rất hiếm bên ngoài khu vự Auvergne.

## Đặc điểm
Ngựa Auvergne là một con ngựa có thân hình nhỏ gọn, bóng lưỡng với tính năng nhanh nhẹn gần một con ngựa phù hợp cho kỵ binh và tương tự như con ngựa Comtois nhưng gọn hơn. Nó cao 1,43-1,57 m (4 ft 8 in 5 ft 2 in) ở hai bả vai và nặng từ 450 đến 650 kg (990 và £ 1430) với trọng lượng trung bình khoảng 500 kg (1.100 lb). Chúng có cái đầu rất biểu cảm, chứ không phải nhỏ nhắn, đầu ngắn với một mũi vuông, lỗ mũi mở, mõm thẳng hoặc hơi lõm, đôi mắt sáng ngời và biểu cảm và hình quả hạnh dấu bởi chân mày nhô cao, trán rộng, ngắn và tai rất linh động. 

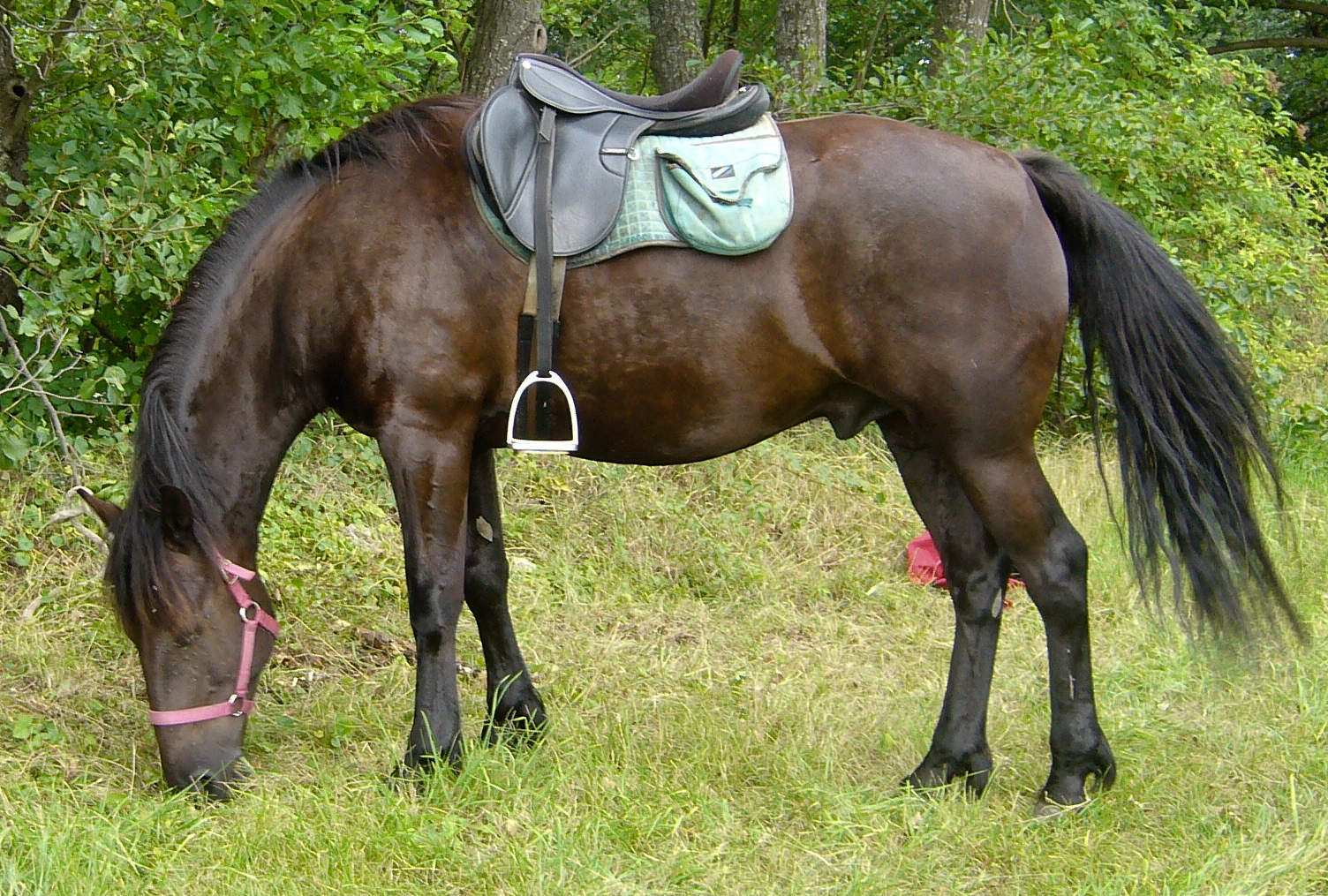
Toàn cảnh một con ngựa Ô-véc-nhơ

Cổ chúng ngắn và hơi tròn, thường cong, vai khá thẳng và mạnh mẽ, ngực đi xuống và hai cánh ngực tròn và lép. Lưng ngắn, và rộng, lưng ngắn, mạnh mẽ. Mông to gấp đôi, hơi nghiêng nhưng không bị cong. Chân đủ tốt cho tiêu chuẩn một con ngựa kỵ binh, với khuỷu chân thon thả và thường một chút khép kín, kết thúc với bàn chân tròn cân đối liên quan đến trọng lượng của con ngựa. Các màu lông thường phong phú, Bờm rất dày, hơi lượn sóng, và có thể là một hoặc hai lần, đuôi cũng rất dày và khá dài.
Ngựa Aubergne có một lớp khoác lông mịn trong tất cả các biến thể, bao gồm nâu và nâu đen bóng lưỡng. Điểm đen là cũng đáng kể và có thể được truy tìm cao dọc theo chân. Những mảng màu trắng đáng kể, chẳng hạn như vớ cao, đều bị cấm. Tính năng này là một trong những tiêu chí để công nhận của những con vật này. Hiệp hội dự định sẽ duy trì điều này và từ chối tất cả ngựa giống với những mảng màu trắng để làm giống. màu sắc theo kiểu "Mũi cáo" được đánh giá cao.
Ngựa Auvergne được cho là đã có khả năng mang gùi tốt, ngoan ngoãn và năng động, sôi nổi và hào phóng, và đặc biệt chắc chân. Nó là một con ngựa gần gũi, mộc mạc, và đa mục đích sử dụng. Evelyn Carpentier, nhà lai tạo các loài động vật trong tác phẩm La Ferme des Roches Equestre tại Rochefort-Montagne, nói rằng "nó có đặc tính của Auvergne. Nó không những gì nó muốn, nhưng nó rất dịu dàng. Nó chi phí ít trong sản xuất và chăn nuôi. Ngựa Auvergne đã được nuôi phổ biến trong các Massif Central, nơi nó đóng một vai trò tương đương với Pyrenean Pottok. Nó hiện diện trong Vivarais và cao nguyên de Millevaches. 

## Các biến thể

### Ngựa cổ xưa
Ngựa Auvergne cổ xưa theo các nhà tự nhiên học Louis-Furcy Grognier mô tả là một hóa thân suy yếu của giống Limousin, một kết quả trực tiếp của máu phương Đông (ngựa phương Đông). André Sanson và Jean-Henri Magne cũng mô tả ngựa càng gần với Limousin và theo cảm nhận của ông này thì ấn tượng chung là của một con ngựa mỏng manh nhưng mạnh mẽ và vững chãi, chắc chắn nhưng thiếu độ thuần chủng và sang trọng.
Con ngựa không cao, chiều cao dao động từ 1,43-1,47 m (4 ft 8 in 4 ft 10 in) theo Eugène Gayot, thì nó thấp hơn 1,47 m, theo Alexandre Bernard Vallon thì nó cao từ 1,44-1,48 m (4 ft 9 in 4 ft 10 in) theo từ điển Cardini. Nó tăng đến 1,48-1,50 m (4 ft 10 in đến 4 ft 11 in) vào cuối thế kỷ 19 theo Revue d ' Auvergne. Đầu ngắn và biểu cảm với hốc trên mắt, đôi mắt sắc sảo, đôi tai rất thẳng và rất linh động, và với lỗ mũi mở rộng. Có vẻ như mạnh hơn con ngựa Limousin vì nó là nhỏ hơn. 

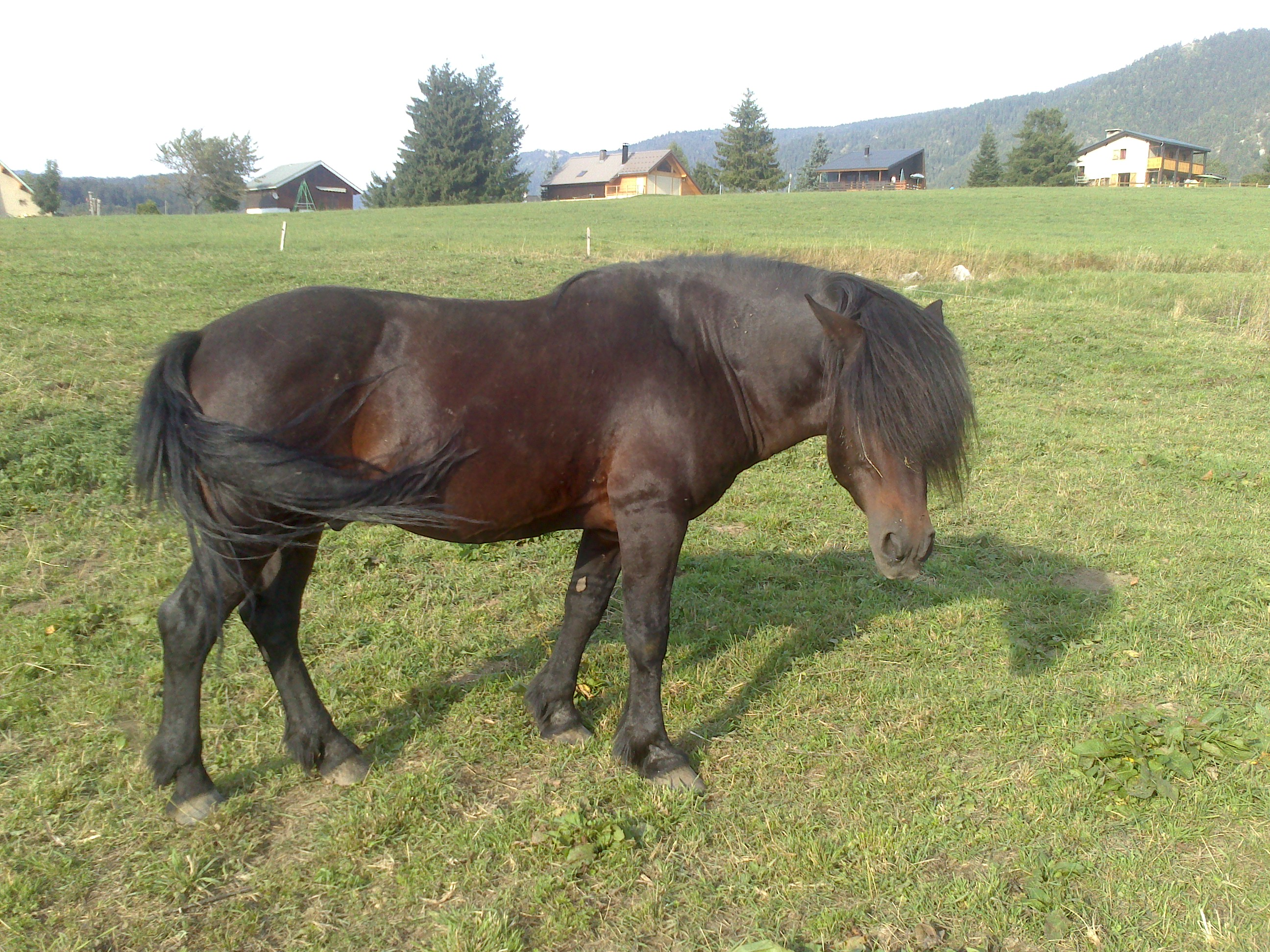

Các đường viền được uốn cong hoặc đảo ngược nhưng khá ngắn. Bờm dày và tốt. Eugene Gayot nói rằng khi gió thổi bờm và nắm lấy cơ hội của những con ngựa, nó mang lại cho chúng một cái nhìn đầu tóc rối bời và rất lạ. Vai cao và đẹp, sắc nét và thường cách nhau từ cổ bởi một đường sắc nét. Ngực và cơ thể được thu hẹp nhưng ngực sâu, một điều kiện cho dễ dàng thi triển tốc độ. Sự trở lại và phần thắt lưng phù hợp, nhưng lại có thể được lâu dài.
Phần lườn có sườn được bật lên một cách mạnh mẽ, hông được nhô ra và các quầy thịt là sắc nét, ngắn, góc cạnh và thấp. Chúng có đôi chân rất tốt và dẻo và cơ bắp với cái đầu gối rộng và cũng khớp nối, điều này là quan trọng cho con ngựa chạy đường dài vì ngựa chạy đường dài chân yếu thường bị gãy chân, gân chúng cũng tách ra - gần như là lớn như xương. Khuỷu chân sau được nối và đóng cửa nhưng đủ lớn, cổ chân ngắn. Bàn chân nhỏ và cũng được hình thành bởi một móng màu đen rất cứng cáp.

### Ngựa lai
Thời gian bán máu giống của Auvergne là một trong ba giống sử dụng cho kỵ binh nhẹ (Khinh kỵ) vào đầu thế kỷ 19, cùng với con ngựa Navarrin và ngựa Limousin. Nó có được uy tín để được "giống tốt nhất trong Cộng hòa cho quân khinh binh, Long Kỵ binh, kỵ xạ, kỵ binh và cán bộ. Các động vật tốt nhất trong các dịch vụ được tìm thấy ở Mont-Dore. Sự sinh sản của ngựa Auvergne phục vụ cho kỵ binh nhẹ được quản lý bởi Quốc gia và nông dân liên quan. Khi kích thước của con ngựa Auvergne là quá nhỏ cho kỵ binh nhẹ nó được lai với các con Ngựa Thuần Chủng Thoroughbred và ngựa Anglo-Norman kết quả là "Auvergne nửa máu" một con ngựa của "kích cỡ" dành cho chiến tranh và sử dụng rộng rãi trong các cuộc chiến tranh của đế chế Pháp.
Nó có rất ít điểm chung với các loại cổ của giống ngựa này. Những người nông dân bất đắc dĩ phải lai chéo chúng với Ngựa Thuần Chủng Thoroughbreds, và giống ngựa Ả Rập. Mặc dù Eugene Gayot thường có những kết quả nghèo từ việc tạo ra con ngựa có tứ chi mảnh khảnh, thận lâu, xương sườn phẳng, và ít hơn rất nhiều tinh thần nhiệt huyết hơn Ngựa Auvergne ban đầu. Theo Andre Sanson chúng có những phẩm chất của tổ tiên mạnh mẽ của con ngựa Auvergne. Ngoài ra điều kiện nuôi thì xấu như vậy mà một phần ba dân số ngựa bị nhiễm viêm mắt định kỳ. Nhìn chung là không khả quan.
Con ngựa Auvergne từ Quercy và Rouergue thường tung bay lồng lên với bờm mạnh và dày và một cái đầu giống như của ngựa Merens, mạnh mẽ, và nhanh nhẹn: tuyệt vời cho sườn khô và đá của các vùng đó. Chúng phục vụ và phục dịch rất tốt trong các đội kỵ binh trong nhiều năm. Chúng đã được bán tại hội chợ ở Cantal, Lô, và Aveyron. Con ngựa Auvergne cổ không bao giờ là một con ngựa sang trọng. Nó là một con ngựa núi thật sự được sử dụng như một con ngựa yên, chiến tranh, và săn bắt. Nó cũng là một động vật nhanh mà đã "đôi khi đánh bại cuộc đua ngựa tốt nước Anh

### Ngựa chợ
Người Auvergne đi chợ vào thế kỷ 19 và Người miền núi đi chợ về con ngựa của họ. Vào cuối thế kỷ 18 và trong suốt thế kỷ 19 nông dân trong vùng Auvergne nêu ra một con ngựa chợ với khả năng làm việc và chịu được mùa đông núi khắc nghiệt. Con ngựa này là một thành công lớn trong suốt thế kỷ 19 với các giống ngựa trở thành một con ngựa cỏ với một tấm thân và sự mộc mạc đến khó tả. Đây cũng là một biến thể nữa của ngựa Ô-véc-nhơ.
Theo một báo cáo năm 1873 của Auvergne giống ngựa cổ, sau đó đã được coi là bị mất do sự phát triển của tuyến đường thích hợp cho xe có động cơ trong khu vực từ những năm 1830. Điều này có tác dụng làm giảm sự cần thiết phải sở hữu một con ngựa yên và thúc đẩy sự sinh sản của một ngựa lùn kéo xe ngựa hữu ích hơn cho người nông dân địa phương vì nó cho phép họ làm việc với nó trong các lĩnh vực. Ngựa giống cho ngựa yên xe chỉ là một chút lợi nhuận cho nông dân. Ngựa lùn sau đó được nhập khẩu từ Perche, Normandy, Brittany, và Poitou và lai tạo với các giống ngựa nhẹ trong nước đã mang đến cho Auvergne
Các Ngựa Auvergne thả rông là một con vật đó là "hai mục đích" dự định chủ yếu để kéo xe nhưng thiếu sức mạnh để cày. Nó chỉ được sử dụng để làm công tác nông nghiệp và trang trại và đôi khi được sử dụng trong việc lai tạo ra các con la, trong năm 1850 khoảng 6.500 ngựa cái đã bao phủ mỗi năm ở Auvergne, 
Sự biến mất của các loại ngựa cổ. Con ngựa Auvergne cũ như đã tồn tại trước khi lai giống biến mất do sự phát triển của các con đường lát đá.
Năm 1846 sự biến mất của các con ngựa Auvergne ở Cantal là bước lùi để trở nên hoàn chỉnh". Năm 1855, con ngựa Auvergne sử dụng cho quân đội được coi là mất vĩnh viễn qua lai tạo. Ông Liégeard, Giám đốc Quốc gia Aurillac Stud, cho biết một năm sau đó rằng "nếu giống Auvergne tồn tại, ai biết rằng giống ngựa này không may không sống khác hơn trong bộ nhớ của những người đã sống ở nước 20 hoặc 25 năm trước đây.

### Nguồn gốc

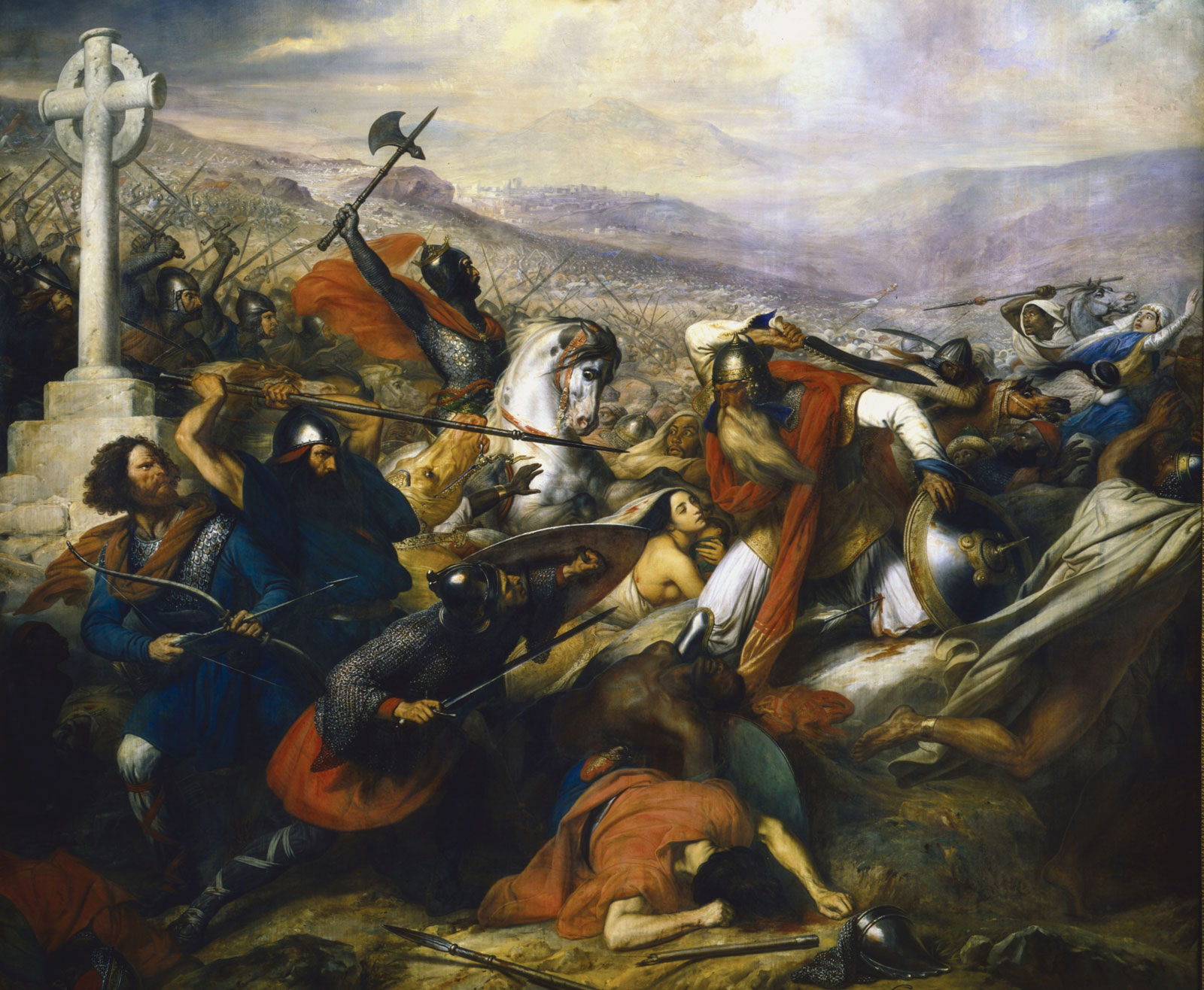

### Thế kỷ 17

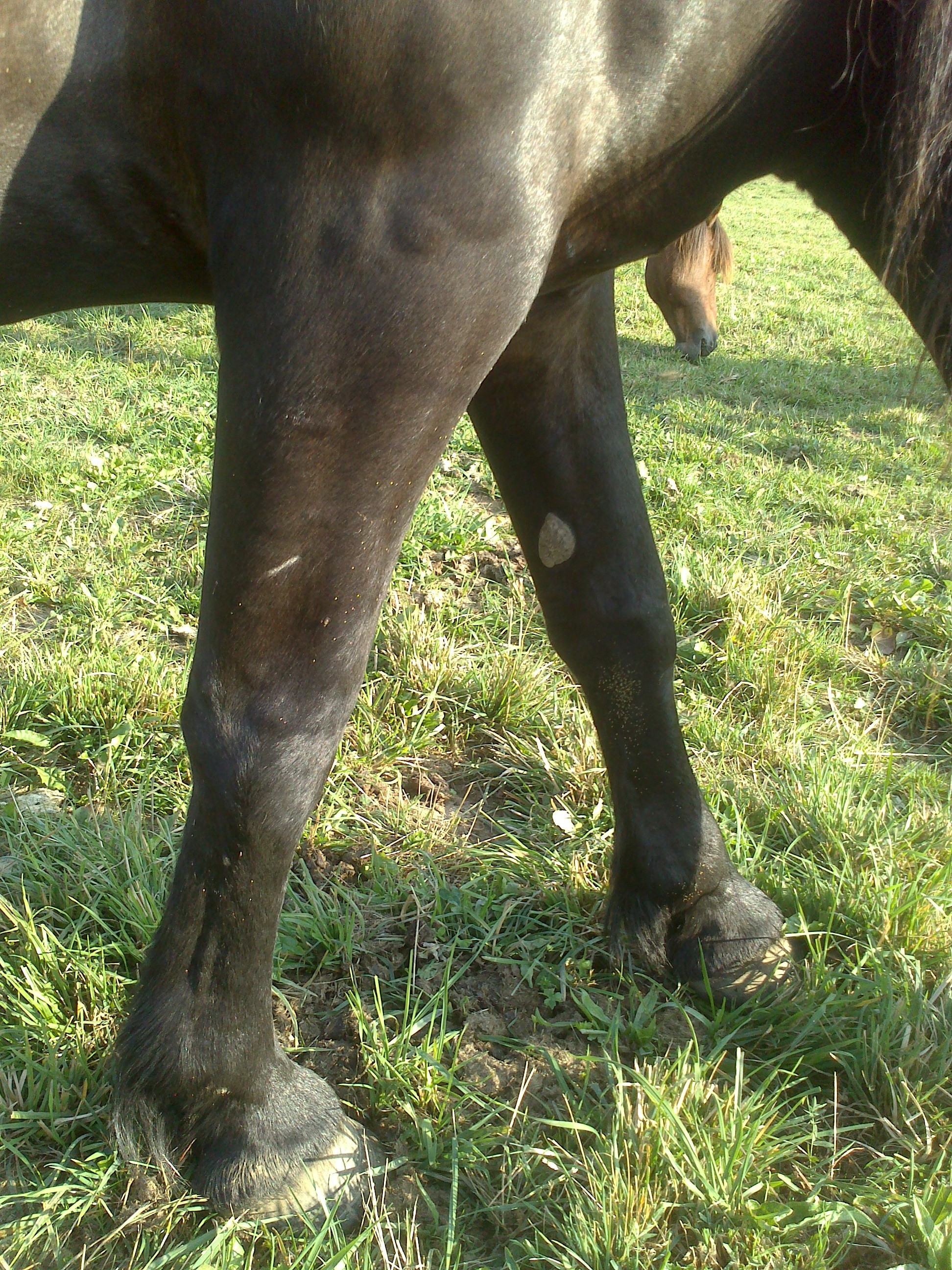
Cặp chân săn chắc của ngựa

### Thế kỷ 19

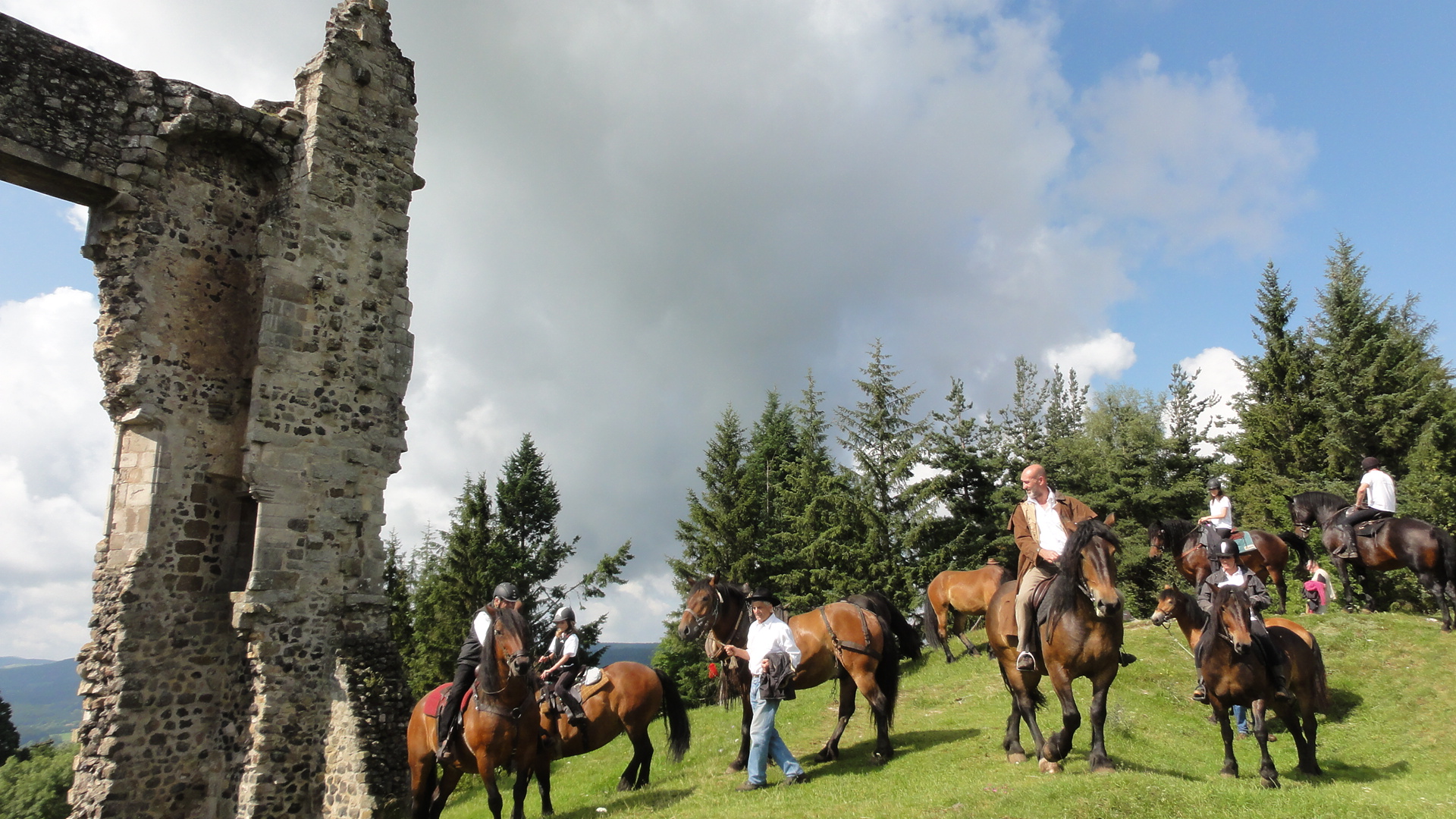

### Hiện đại

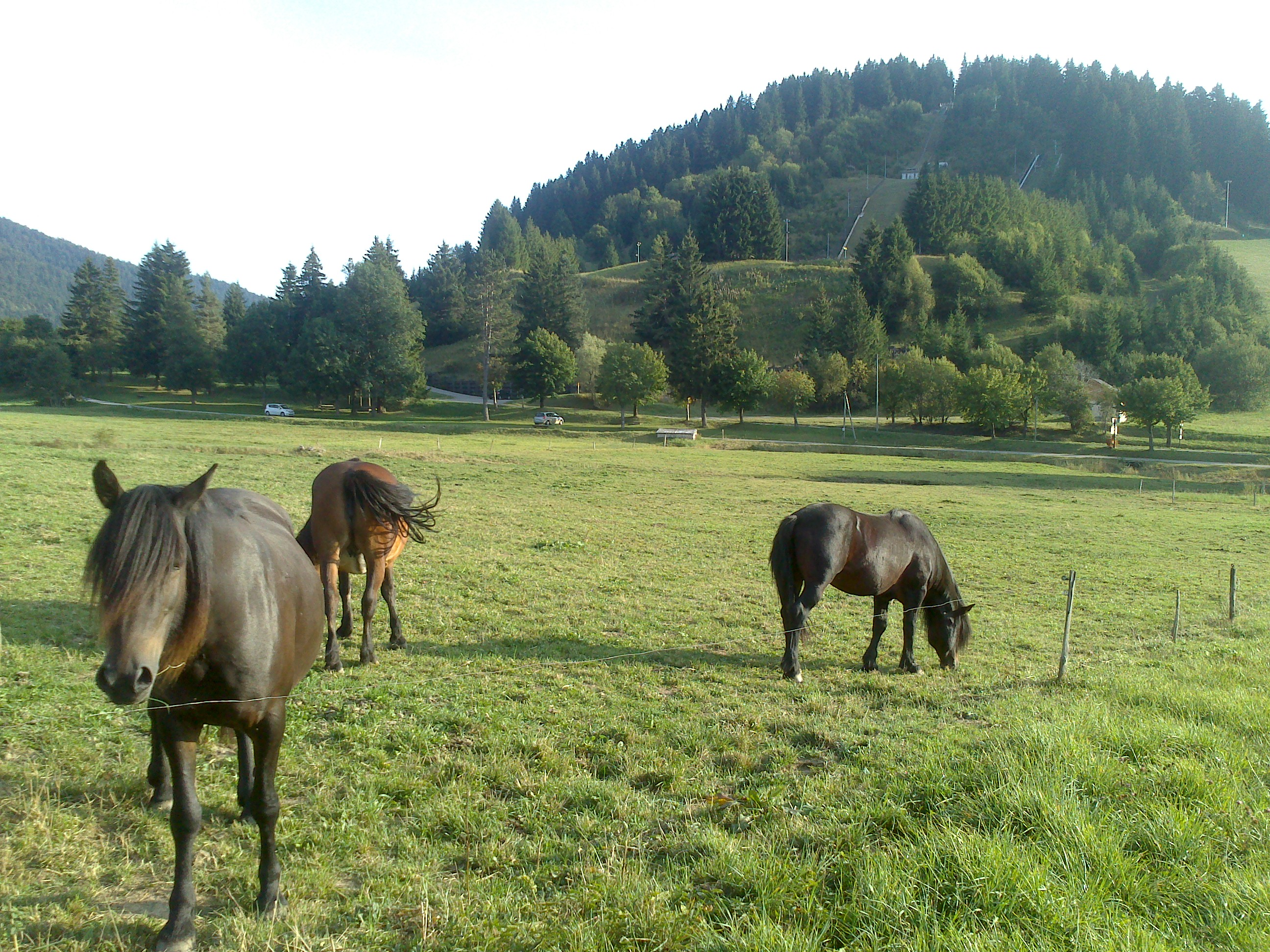
Những con ngựa trên cánh đồng

## Sử dụng

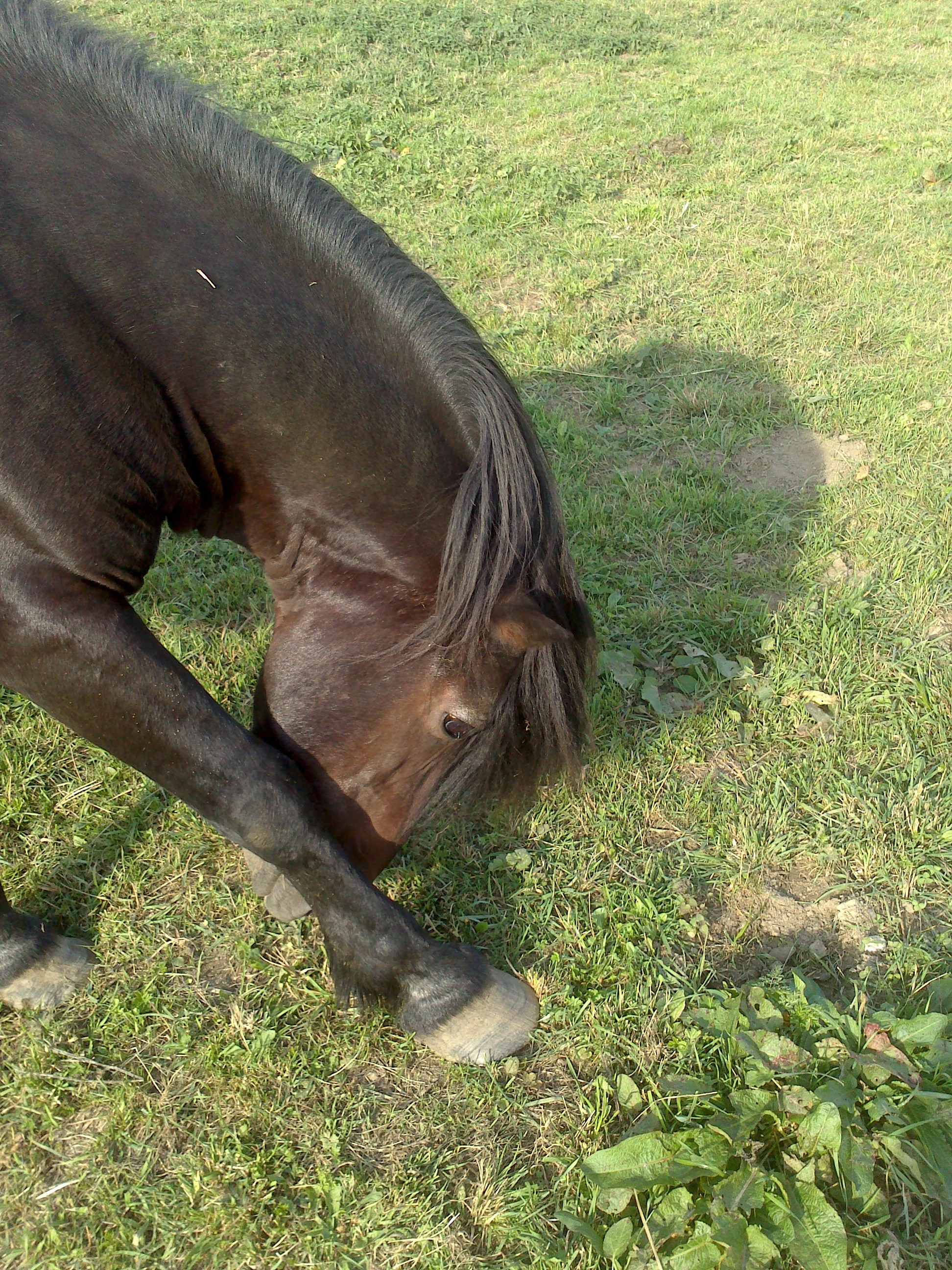

## Lịch sử